# Pollock (Missouri)
Pour les articles homonymes, voir Pollock.
Pollock est un village situé au nord du comté de Sullivan, dans le Missouri, aux États-Unis,. Il est fondé en 1873 par H.F. Warner et William Lane.

## Démographie
Lors du recensement de 2010, le village comptait une population de 89 habitants. Elle est estimée, en 2016, à 84 habitants.

### Source de la traduction
- (en) Cet article est partiellement ou en totalité issu de l’article de Wikipédia en anglais intitulé « Pollock, Missouri » (voir la liste des auteurs).